# Wertrecht
Ein Wertrecht (ein Kofferwort der Begriffe Wertpapier und Recht) ist im Wertpapierhandel ein vollkommen „stückeloses“ Wertpapier ohne Verbriefung. Effektenverkehr und -verwaltung finden dabei ohne Urkunden – auch ohne Globalurkunde – statt, der Nachweis erfolgt ausschließlich als Guthaben auf einem Depotkonto.

## Geschichte
Spätestens seit 1872 war das Wesen des Wertpapierbegriffs durch die „Verkörperung“ eines an sich unsichtbaren Rechts in einer physischen Wertpapierurkunde gekennzeichnet. Wertpapierrechtliche Gesetze besagen noch heute, dass zur Geltendmachung des Rechts aus einem Wertpapier die Vorlage (und Herausgabe) der Urkunde an den Aussteller oder Schuldner erforderlich ist.
Für Effekten ist diese Vorstellung jedoch weitgehend überholt. Denn die Wertpapierverwahrung findet mediatisiert und quasi „stückelos“ in komplexen Verwahrungspyramiden statt: An der Basis stehen die Anleger, die ihre Wertpapierbestände bei einem Finanzintermediär (Depotbank) hinterlegt haben. Die Finanzintermediäre bilden die zweite Verwahrungsebene. Sie sind einer zentralen Wertpapierverwahrungsstelle angeschlossen, welche die Spitze der Verwahrungspyramide bildet. Der Anleger muss dabei das Wertpapier weder für die Geltendmachung des Rechts besitzen, noch für dessen Übertragung. Diese Rationalisierungen waren notwendige Folge der Entwicklung des Effektenwesens bei Kreditinstituten hin zum Massengeschäft. Nach den heutigen Börsenusancen werden Wertpapiertransaktionen ohne effektive Übertragung, also ohne körperliche Bewegung von Wertpapierurkunden, im Effektengiroverkehr erfüllt. Anders wäre angesichts der massenhaft anfallenden Geschäftsvorfälle ein geordnetes Effektenwesen nicht mehr denkbar.
Im Mai 1972, also genau 100 Jahre nach der begrifflichen Festlegung auf verbriefte Rechte, wurde mit der Girosammelverwahrung der buchmäßige – also durch bloße Buchung auf Depotkonten abgewickelte – Effektengiroverkehr als Normalfall eingeführt. Die Girosammelverwahrung war die erste Stufe zur Abkehr vom „stückegebundenen“ Effektenverkehr. Sie ersetzte die Übergabe der Wertpapiere vom alten an den neuen Eigentümer durch die Umbuchung von Anteilen an einem Depotbestand. Dies war der erste Schritt hin zum Wertrecht.

## Rechtslage
Wenn der Anleger und die Depotbank in einem anderen Staat ansässig sind als der Staat, in dem das Wertrecht belegen ist, das er in seinem Wertpapierdepot hält, so gelten die gleichen Prinzipien wie bei sonstigen Wertpapieren auch (ggfs. Central Securities Depository oder Wertpapierrechnung).
Die deutschen bankaufsichtsrechtlichen Regelungen (Kreditwesengesetz und Depotgesetz) berücksichtigen die stückelose Verbuchung von Effekten. Die Definition des Wertpapierbegriffs in § 1 Abs. 11 Satz 2 Nr. 1–4 KWG verdeutlicht, dass keine Urkunden ausgestellt sein müssen. Die Emittenten machen dabei von ihrem Recht Gebrauch, den Verbriefungsanspruch des Aktionärs oder Anleihegläubigers auszuschließen. Allerdings wird bei Aktien nach § 10 Abs. 5 AktG lediglich ein individueller Anspruch auf Verbriefung ausgeschlossen, nicht jedoch der Anspruch auf Ausstellung einer Globalurkunde. Auch in einer Begründung der Regierung zum Gesetzentwurf ist davon die Rede, dass der Aktionär die Verbriefung in einer Globalurkunde verlangen kann. Dieses Recht ergibt sich zudem aus dem DepotG (§ 2 DepotG, § 5 DepotG und § 9a DepotG) und kann durch den satzungsmäßigen Ausschluss nicht beseitigt werden.
Deshalb wird in Deutschland auf Globalurkunden lediglich im Bereich der Anleihen verzichtet, weil entsprechende anleihespezifischen Vorschriften fehlen. Insbesondere der Bund als Schuldner von Bundesanleihen macht von dieser Möglichkeit Gebrauch. Dabei fungiert das Bundesschuldbuch als öffentliches Register für Wertrechte des Bundes. Öffentlich bedeutet jedoch nicht, dass das Register für jedermann einsehbar ist; es gelten dem Bankgeheimnis angenäherte Regelungen. Die Eintragungen genießen öffentlichen Glauben. Dieser gilt insbesondere für die Übertragung eines Wertrechts. Der im Schuldbuch Eingetragene erwirbt das Wertrecht selbst dann, wenn es dem vor ihm eingetragenen Gläubiger gar nicht zustand. Damit sind auch diese Wertrechte den Rechten aus Inhaberpapieren (§ 935 Abs. 2 BGB) durch gesetzliche Fiktion gleichgestellt. Das gilt auch für Landesschuldbücher bei Anleihen der Bundesländer. Verfügungen über Wertrechte erfolgen wegen der gesetzlichen Fiktion nach sachenrechtlichen Grundsätzen, obwohl eine Sache nicht mehr vorhanden ist.
Die unverbrieften Aktien oder Anleihen bewirken eine „Entkörperlichung“ (der klassische Wertpapierbegriff redet von „verkörpern“) des Effektenverkehrs, ohne dass die ursprünglich verbrieften Rechte ihren sachenrechtlichen Kerninhalt verlieren. Wertrechte können wie physisch vorhandene Wertpapiere übereignet, verpfändet oder gepfändet werden und sind Gegenstand der Aussonderung in der Insolvenz der verwahrenden Depotbank.
Wertrechte können entweder durch direkte Eintragung beim Emittenten direkt im persönlichen Konto des Inhabers (z. B. Einzelschuldbuchkonto bei der Bundesfinanzagentur) verwahrt werden, oder durch Girosammelverwahrung auf einem Sammelkonto (z. B. dem Sammelkonto des Zentralverwahrers Clearstream bei der Bundesfinanzagentur). Durch die Depotgutschrift findet ein Eigentumserwerb des Depotinhabers nach § 929 Satz 1 BGB statt, auch eine Pfandrechtsbestellung nach § 1205 Abs. 1 BGB als Kreditsicherheit kann ebenfalls durch Depotbuchung erfolgen, es handelt sich um rechtsgeschäftliche Erwerbstatbestände. Daneben gibt es noch den subsidiären gesetzlichen Eigentumserwerb des § 24 Abs. 2 Satz 1 DepotG, wonach das Miteigentum am Sammelbestand mit der Eintragung des Übertragungsvermerks im Verwahrungsbuch der Depotbank auf den Depotkunden übergehen soll.
Buchungen erfolgen bei Wertrechten wie auf einem normalen Girokonto. Eine Gutschrift (durch Wertpapierkauf oder sonstige Übertragung) führt zu einem oder erhöht das Guthaben (Eigentum an Wertpapieren), eine Belastung (durch Wertpapierverkauf oder sonstige Übertragung) mindert das Guthaben.

## International
Mit dem Inkrafttreten des schweizerischen Bundesgesetzes über die Bucheffekten (BEG) wurde das Wertrecht in Art. 973c Obligationenrecht (OR) eingefügt, wonach es erstmals explizit erlaubt ist, anstelle physischer Wertpapiere Wertrechte gleicher Funktion auszustellen respektive bestehende Wertpapiere in Wertrechte umzuwandeln. Ein Wertrecht kann also als entmaterialisiertes Wertpapier charakterisiert werden. Voraussetzung für die Schaffung von Wertrechten ist entweder die Ermächtigung der Ausstellung solcher Wertrechte in den Gesellschaftsstatuten respektive dem Ausgabereglement oder aber die Zustimmung der Wertpapierinhaber.
Zu unterscheiden vom Wertrecht sind die Bucheffekten gemäß Art. 3 BEG, definiert als vertretbare Forderungs- oder Mitgliedschaftsrechte gegenüber einem Emittenten, die einem Effektenkonto gutgeschrieben sind und über die der Kontoinhaber (=Aktionär) verfügen kann. Die Bucheffekte entsteht qua Gesetz mit der Hinterlegung physischer Wertpapiere zur Sammelverwahrung, mit der Hinterlegung von Globalurkunden oder mit der Eintragung von Wertrechten im Hauptregister, sofern gleichzeitig eine Gutschrift in einem Effektenkonto erfolgt (Art. 6 BEG). Der Emittent von bestehenden Wertrechten, sammelverwahrten Wertpapieren oder Globalurkunden kann diese außerdem auf seine Kosten in Bucheffekten umwandeln, wenn weder Ausgabebedingungen noch Gesellschaftsstatuten der Umwandlung entgegenstehen (Art. 7 BEG).
In Österreich wird das Wertrecht den Bestimmungen über die Sammelverwahrung und Verschaffung von Eigentum an Sammelbestandanteilen gleichgestellt. Es gilt nach in § 24 lit. c DepotG 1969 auch für Bundesschuldbuchforderungen. Die Überleitung vom „Wertpapier zum Wertrecht“ ist in Planung. Der österreichische Gesetzgeber plant eine gänzliche Transformation vom Wertpapier zu in digitalen Registern geschaffenen und durch Buchungen übertragbaren Wertrechten. Hierzu hat das österreichische Bundesministerium für Finanzen eine Untergruppe des FinTech-Beirats zwecks Auseinandersetzung mit dem Thema „Dematerialisierung von Wertpapieren“ eingerichtet.